# 腺毛草屬
腺毛草（拉丁語：Byblis），為腺毛草科的腺毛草属（單一科属）的食肉植物。分布在澳大利亚西北部和新几内亚岛南部，也被翻译成紫珠柴科或二型腺毛科，由于叶面覆盖黏液，在阳光下反射色彩，一般称为彩虹草，被世界各地引种为盆栽观赏植物。
本科植物根系不发达，线形的叶面有分泌黏液的毛，小虫粘上后气孔会被堵塞窒息而亡，但腺毛草的叶和上面的毛并不会移动，毛上还能分泌消化液，直接将被捕的虫消化吸收。
腺毛草的花从叶轴上生出，花瓣5瓣，果实为蒴果，成熟后弹出种子，大部分生长在贫瘠的、季节性降水的干旱沙地或沼泽地。

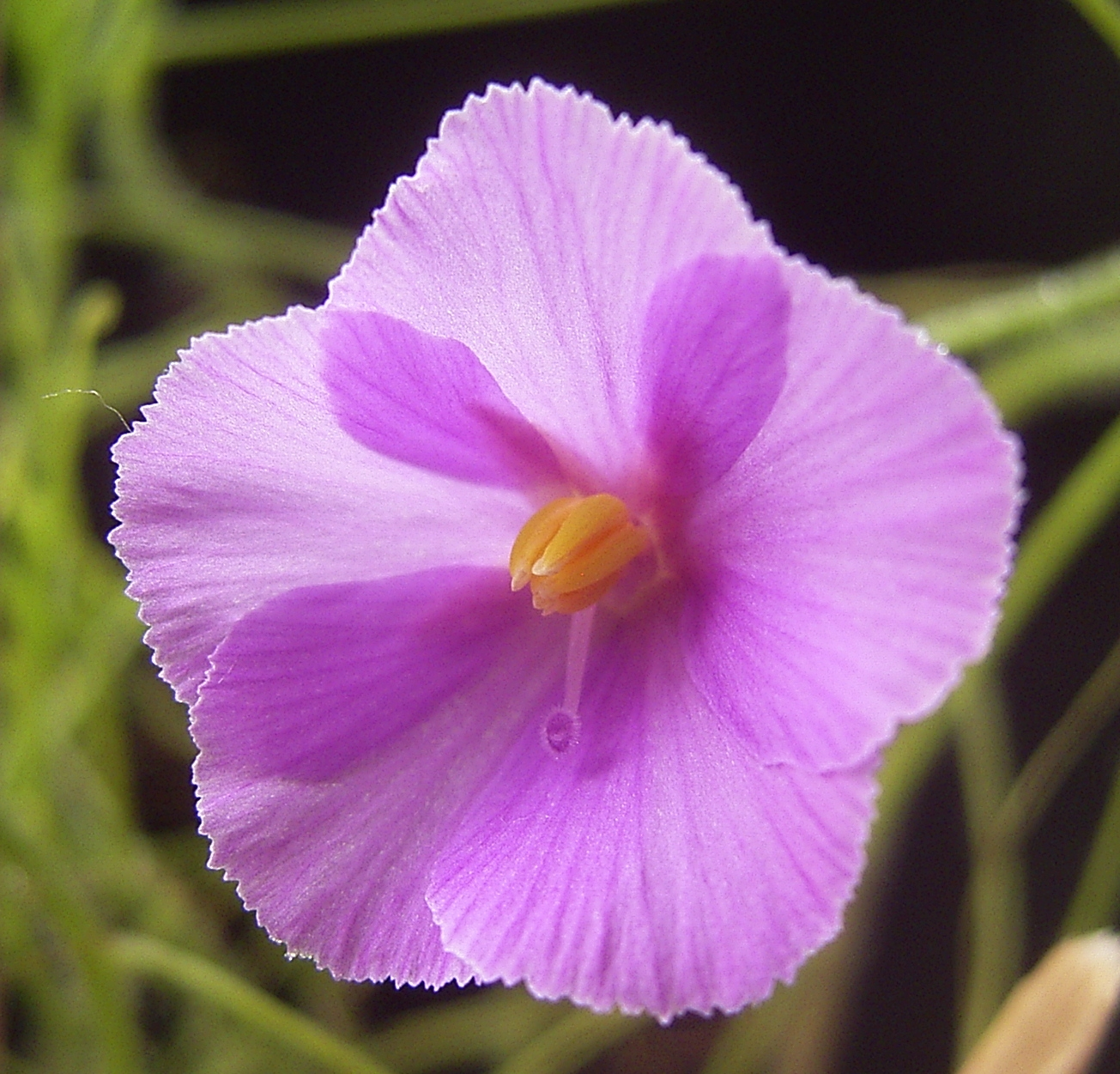
絲葉腺毛草的花

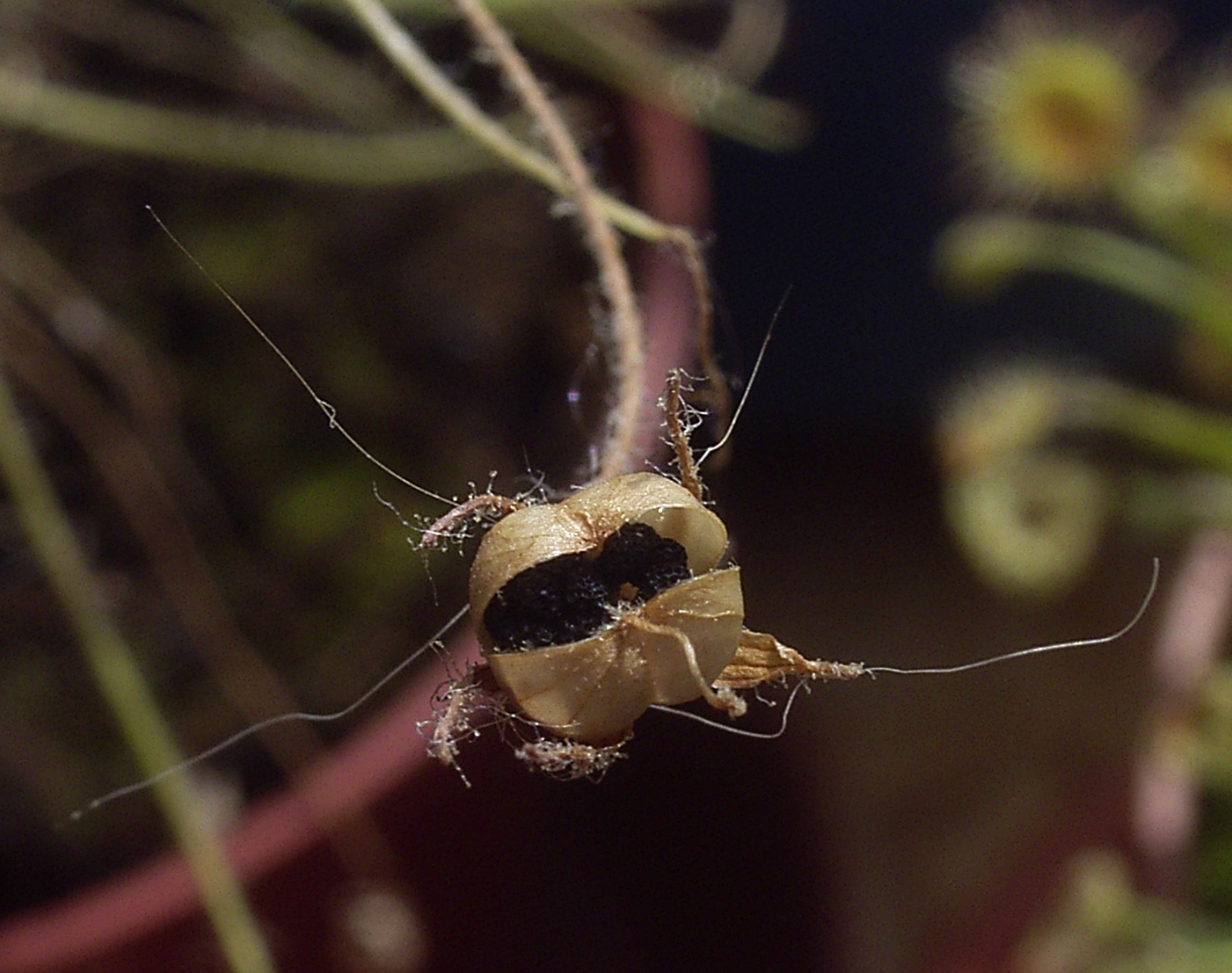
亞麻花腺毛草的蒴果

克朗奎斯特分类法将其分入蔷薇目，2003年根据基因亲缘关系分类的APG II 分类法将其分併入唇形目。

## 物种
- 水腺毛草 Byblis aquatica 
（一年生，高45厘米，半水生）
- 絲葉腺毛草 Byblis filifolia 
（一年生，高60厘米）
- 大腺毛草 Byblis gigantea 
（多年生，高70厘米，种子蜂窝状）
- 谷霍腺毛草 Byblis guehoi 
（一年生，高10厘米）
- 薄腺毛草 Byblis lamellata 
（多年生，高45厘米，种子有棱）
- 亞麻花腺毛草 Byblis liniflora 
（一年生，高15厘米）
- 沾露腺毛草 Byblis rorida 

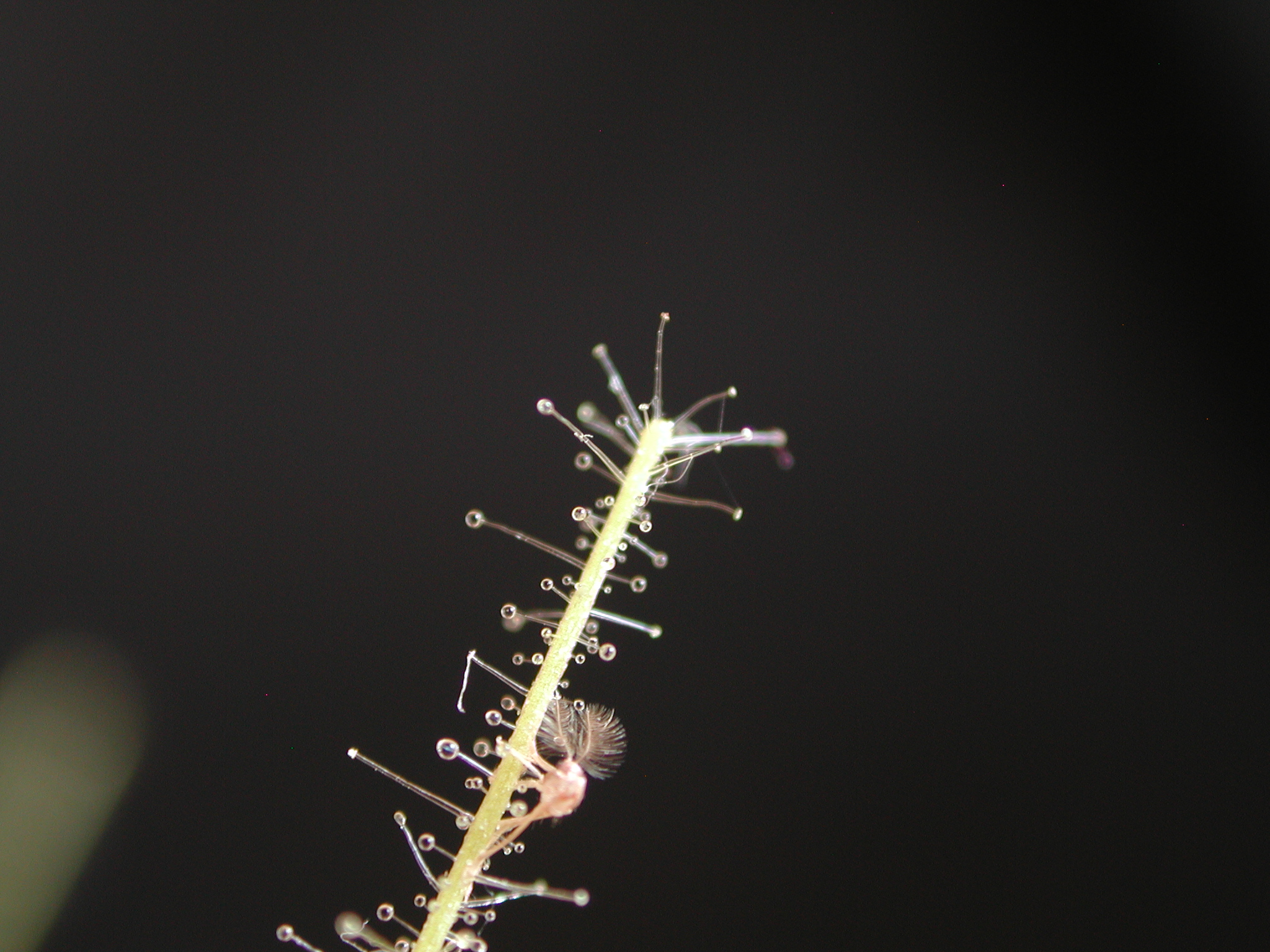
絲葉腺毛草的葉部細節

（一年生，高30厘米）